# جون كاسيني
جون كاسيني هو ممثل كندي، ولد في 1901 بتورونتو في كندا.

## أعمال

### أفلام
- (2000) اقبض على كارتر
- (2004) المرأة القطة[4][5]
- (2005) الفوضى

### مسلسلات
- وحدة المعلومات

## وصلات خارجية
- جون كاسيني على موقع IMDb (الإنجليزية)
- جون كاسيني على موقع قاعدة بيانات الفيلم (الإنجليزية)